# José Plácido de Castro
José Plácido de Castro (São Gabriel, 9 de setembro de 1873 – Seringal Benfica, 11 de agosto de 1908) foi um político, militar idealista brasileiro, líder da Revolução Acreana e que governou a República do Acre.

## Biografia
Era filho do capitão Prudente da Fonseca Castro, veterano das campanhas do Uruguai e Paraguai, e de Dona Zeferina de Oliveira Castro.
Descendente de família cristã, recebeu no seu batismo o nome do avô José Plácido de Castro, o major paulista que, após combater na Campanha Cisplatina, trocou o chão paulista pelo do Rio Grande do Sul.
Um de seus bisavós, Joaquim José Domingues, foi companheiro de Borges do Canto, na conquista das Missões em 1801, quando este território foi incorporado ao território português.

### Carreira militar e Revolução Federalista

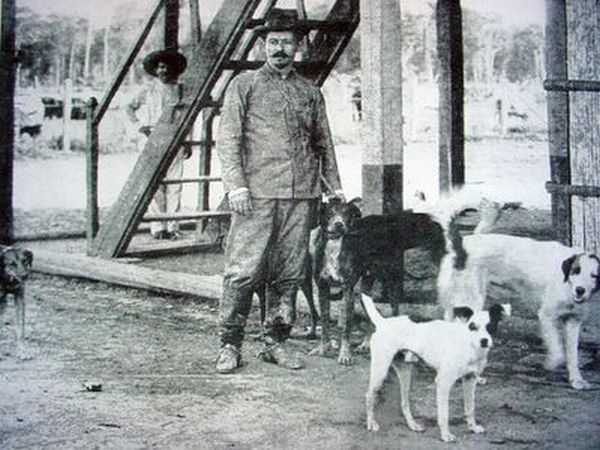
José Plácido de Castro (foto de Percy Fawcett, 1907)

Plácido começou a trabalhar aos 12 anos — quando perdeu o pai — para sustentar a mãe e seus seis irmãos. Aos 16 anos, ingressou na vida militar chegando a 2.° sargento do 1.° Regimento de Artilharia de Campanha, mais conhecido como "Boi de Botas", em São Gabriel, hoje quartel do 6.° Batalhão de Engenharia de Combate. Quando foi deflagrada a Revolução Federalista, Plácido encontrava-se na Escola Militar do Rio Grande do Sul, o velho Casarão da Várzea, hoje Escola Militar. Um grupo de oficiais e cadetes pediu o fechamento da escola ao presidente Floriano Peixoto, para que pudessem participar, com as forças legais, no combate à Revolução Federalista. Plácido discordava da maioria: acreditava que Deodoro da Fonseca, o presidente anterior, não deveria ter sido substituído por Floriano Peixoto; deveria ter havido eleições diretas e não a posse — como ocorreu — do então vice-presidente. Plácido lutou na Revolução ao lado dos Maragatos, chegando ao posto de Major. Com a derrota para os "Pica-paus", que defendiam o governo Floriano Peixoto, Plácido decidiu abandonar a carreira militar e recusou a anistia oferecida aos envolvidos na Revolução.
Mudou-se para o Rio de Janeiro, onde foi inspetor de alunos do Colégio Militar do Rio de Janeiro. Algum tempo depois, foi fiscal nas docas do porto de Santos, em São Paulo e, voltando ao Rio, obteve o título de agrimensor. Inquieto e à procura de desafios, viajou para o Acre, em 1899, para tentar a sorte como agrimensor.

### Acre e Revolução Acreana
Existia no Acre, desde os tratados de 1750 e 1777 uma questão territorial de limites com a Bolívia. Por esses tratados, o Acre até então pertencia à Bolívia. Porém, com o ciclo da borracha, muitos brasileiros se fixaram na região. Por causa disso, houve impasses entre o Brasil e a Bolívia a respeito do território. A Bolívia alegava que os brasileiros invadiram uma região que era dela, e o governo brasileiro não reconhecia a região. Os brasileiros que ali habitavam(vindos de todos os cantos do país, principalmente do Nordeste) não aceitavam a situação e proclamaram o Estado Independente do Acre (República do Acre), em 1899, comandados pelo espanhol Luis Gálvez Rodríguez de Arias. Sabendo disso, o governo brasileiro enviou tropas que dissolveram a República do Acre, e Luís Gálvez foi deposto.
Nessa época, a Bolívia organizou uma pequena missão militar para ocupar a região. Ao chegar em Porto Acre, ela foi impedida pelos seringueiros brasileiros de continuar o seu deslocamento. Os brasileiros receberam apoio do governador do Amazonas, Silvério Néri, que enviou uma nova expedição, a Expedição dos Poetas, sob o comando do jornalista Orlando Correa Lópes. Embora apoiasse a causa revolucionária, Plácido não participou da Expedição, antevendo seu fracasso. E foi o que realmente aconteceu: Logo após os "poetas" proclamarem novamente o Estado Independente, foram derrotados pelas tropas bolivianas.
Em meio disso tudo, Luis Gálvez — que estava sendo refugiado para Recife — divulgou nos jornais de Manaus sobre um suposto contrato entre a Bolívia e os Estados Unidos, para o arrendamento do Acre. O contrato arrendava, por 30 anos, a região acreana, destinando 60% dos lucros para a Bolívia e os 40% restantes para o Bolivian Syndicate, um conglomerado anglo-americano sediado em Nova York e presidido pelo filho do então presidente dos Estados Unidos na época, William McKinley. O acordo também autorizava o emprego de força militar como garantia de seus direitos na região, onde os Estados Unidos se comprometiam a fornecer todo o armamento que necessitava e a opção preferencial de compra do território arrendado, caso viesse a ser colocado à venda. A Bolívia também se comprometia em, no caso de uma guerra, entregar a região aos Estados Unidos.
Plácido de Castro estava demarcando o seringal Victoria', quando ficou sabendo do acordo pelos jornais, e viu nisto uma ameaça à integridade do Brasil. Enquanto arregimentava combatentes, o governo do Brasil reconheceu os direitos bolivianos sobre o Acre. Iniciou então um movimento armado contra a Bolívia, pela posse da região.
O governo boliviano enviou um contingente de 400 homens, comandados por Rosendo Rojas. Plácido, com 60 seringueiros, enfrentou a tropa, mas foi fortificado no seringal Empreza (hoje atual Rio Branco), desta vez saindo vencedor.
Depois, venceu guarnições bolivianas em Empreza e Puerto Alonso (atual Porto Acre), onde se renderam o general Ibañez e seus soldados. O presidente da Bolívia, general José Manuel Pando, decide então acabar com a revolta e, no comando das tropas, vai ao ataque de Plácido, sem sucesso.
Plácido, que na época tinha 27 anos de idade, liderou uma forte revolução com mais de 30 mil homens, vencendo as tropas bolivianas, com quase 100 mil soldados oficiais, e proclamando, pela terceira e última vez, o Estado Independente do Acre, tornando-se presidente do novo país.
Em 1903, através do Tratado de Petrópolis, o Acre foi anexado ao Brasil e o Estado Independente foi dissolvido.
Em 1906 Plácido foi nomeado governador do Território do Acre. Depois, viajou para o Rio de Janeiro, para visitar a família. Na então capital federal, ofereceram-lhe os galões de coronel da Guarda Nacional, mas Plácido rejeitou. Quando de seu retorno ao Acre, foi nomeado prefeito da Região do Alto Acre.

### Morte

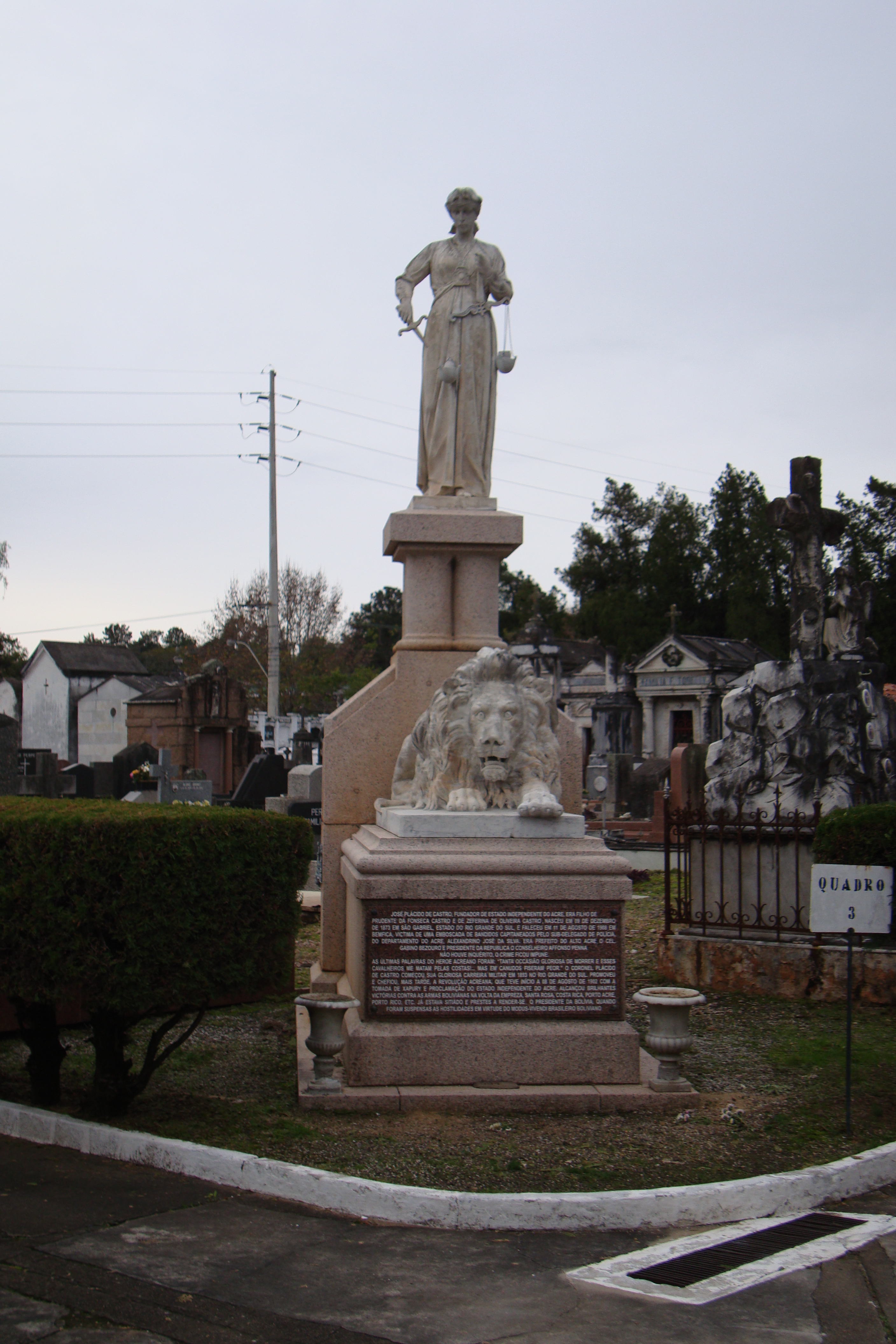
Túmulo de Plácido de Castro, em Porto Alegre

Em 9 de agosto de 1908, Plácido de Castro se dirigia à sua propriedade, ao lado de seu irmão Genesco de Castro, quando foi ferido numa emboscada que lhe prepararam mais de uma dezena de jagunços, próximo à propriedade e sob a liderança de Alexandrino José da Silva, o subdelegado das tropas acreanas na Revolução Acreana. Rumores da época diziam que coronel Alexandrino estava insatisfeito com a sua posição no poder do Acre, um posto bem menor que o de Plácido, e por isso armou a emboscada. No dia 11 de agosto implorou ao irmão, Genesco: "Logo que puderes, retira daqui os meus ossos. Direi como aquele general africano: 'Esta terra que tão mal pagou a liberdade que lhe dei, é indigna de possuí-los.' Ah, meus amigos, estão manchadas de lodo e de sangue as páginas da história do Acre […] tanta ocasião gloriosa para eu morrer […]".[carece de fontes?]
Morreu aos 35 anos de idade, ficando esse crime para sempre impune.[carece de fontes?] Próximo à propriedade do seu assassino, erguido pelos fiéis amigos de Plácido de Castro, há um pedaço de mármore assinalando o local da emboscada. Seus ossos, porém, foram sepultados logo à entrada do Cemitério da Santa Casa de Misericórdia, em Porto Alegre. Na fronte do pedestal, a família fez questão de deixar gravados, um a um, nome e sobrenome dos seus catorze carrascos.[carece de fontes?]

### Homenagens
Demorou mais de um século para o Brasil fazer justiça a um dos seus mais bravos heróis. Em 17 de novembro de 2004, Plácido de Castro — o Libertador do Acre — foi entronizado no Panteão da Pátria e da Liberdade e o seu nome foi inscrito no Livro dos Heróis da Pátria. O Panteão da Pátria, construído entre 1985 e 1986, idealizado como um espaço para homenagear os heróis nacionais, está localizado no subsolo da Praça dos Três Poderes em Brasília.
Por ter sido um dos grandes responsáveis pela anexação do hoje estado do Acre ao Brasil, após a ação diplomática do Barão do Rio Branco no Tratado de Petrópolis, assinado em 17 de novembro de 1903, o intrépido gaúcho, reverenciado como um de seus maiores heróis, é o patrono do 4.º Batalhão de Infantaria de Selva do Exército Brasileiro — Batalhão Plácido de Castro, sediado na capital do estado e integrante do Comando de Fronteira do Acre — e também, da Polícia Militar do Acre.
Em 1976, foi criado um novo município a cem quilômetros de Rio Branco que recebeu o nome de Plácido de Castro, em sua homenagem. Este município, por lei, foi considerado "cidade-irmã" de São Gabriel, cidade natal do heroico revolucionário.
A minissérie Amazônia, de Gálvez a Chico Mendes aborda a vida de Plácido de Castro, interpretado pelo ator Alexandre Borges.
Em 1973, quando do centenário de nascimento, foi inaugurado um busto em sua homenagem na Praça Nações Unidas, em Porto Alegre.

#### Patrono de Quartel do Exército Brasileiro
Conforme a Portaria Ministerial n.º 1270, do Ministério do Exército, de 04 dezembro de 1987, o Comando de Fronteira Acre/4.º Batalhão de Infantaria de Selva, com sede em Rio Branco recebeu a denominação histórica Batalhão Plácido de Castro, além de receber também o estandarte histórico.